# Сергацков, Василий Фадеевич
Василий Фадеевич Сергацков (5 (17) января 1898 года, Саратов — 24 февраля 1975 года, Москва) — советский военный деятель, генерал-лейтенант (22 февраля 1944 года).

## Начальная биография
Василий Фадеевич Сергацков родился 5 (17) января 1898 года в Саратове.
Учился в начальном и техническом железнодорожном училищах.

## Военная служба

### Первая мировая и гражданская войны
5 мая 1915 года призван в ряды Русской императорской армии и направлен в 90-й запасной полк, дислоцированный в Саратове, а в конце июля того же года — на учёбу в 1-ю Тифлисскую школу прапорщиков, по окончании которой 15 ноября произведён в прапорщики и направлен в Казанский военный округ, в составе которого с декабря служил младшим офицером роты в 246-м запасном батальоне, дислоцированном в Кустанае.
В марте 1916 года переведён в 265-й запасной полк, дислоцированный в г. Рославль (Смоленская губерния), откуда в апреле во главе 31-й маршевой роты направлен на Западный фронт, где определён в Заславский 300-й пехотный полк (75-я пехотная дивизия, 31-й армейский корпус), в составе которого с мая того же года командовал ротами. Заславский 300-й пехотный полк принимал участие в боевых действиях в ходе Июньского и августовском наступлениях 1917 года в районе Пинска, на реке Ясельда и Огинском канале. В апреле 1917 года В. Ф. Сергацков избран членом полкового, а в мае — членом дивизионного комитетов. В период с 10 по 26 августа находился под арестом военно-полевого суда 50-го армейского корпуса, а затем в заключении в Лунинецкой тюрьме в связи с обвинением в организации апрельского и июльского восстаний солдат в полку и измене Родине, однако 18 октября освобождён из тюрьмы и в ноябре избран командиром Заславского 300-го пехотного полка. В феврале 1918 года В. Ф. Сергацков демобилизован из рядов армии в чине подпоручика.
В конце февраля 1918 года в Орле сформировал и возглавил 1-й красноармейский Орловский отряд, в июле того же года назначен помощником командира 1-го Брянского полка, а в октябре — командиром особого батальона Восточного фронта в Казани и Арзамасе и принимал участие в боевых действиях против войск под командованием А. В. Колчака, а также в подавлении восстания Чехословацкого корпуса.
В июле 1919 года назначен на должность командира 1-го Симбирского, а в декабре того же года — на должность командира 378-го стрелковых полков в составе 42-й стрелковой дивизии (13-я армия), находясь на которых, принимал участие в боевых действиях на Южном фронте в районе городов Ливны и Елец против войск под командованием А. И. Деникина, в октябре — ноябре — в ходе Воронежско-Касторненской операции, а летом и осенью 1920 года — против войско под командованием П. Н. Врангеля на территории Северной Таврии и Крыма. Вскоре назначен помощником командира 376-го стрелкового полка, после чего принимал участие в боях против вооружённых формирований под командованием Н. И. Махно в районе Каховки, Гуляйполя и Пологи. В марте 1921 года 42-я стрелковая дивизия была сведена в 42-ю стрелковую бригаду, а В. Ф. Сергацков назначен на должность командира сводного батальона, после чего участвовал в подавлении бандитизма на территории Кубани.

### Межвоенное время
В апреле 1921 года направлен в 22-ю стрелковую дивизию (Северокавказский военный округ), дислоцированную в Краснодаре, в составе которой назначен помощником командира батальона учебно-кадрового полка, а в октябре 1922 года — командиром батальона в 64-м стрелковом полку. В январе 1923 года переведён в 27-й стрелковый полк (9-я Донская стрелковая дивизия), в котором служил командиром батальона и помощником командира полка.
В ноябре 1925 года назначен на должность помощника 38-го стрелкового полка (13-я стрелковая дивизия), а 1 декабря 1926 года — на должность командира 222-го стрелкового полка (74-я стрелковая дивизия). Осенью 1927 года В. Ф. Сеграцков направлен на учёбу на курсы «Выстрел», после окончания которых в августе 1928 года вернулся на прежнюю должность.
В январе 1930 года назначен командиром и комиссаром 119-го стрелкового полка (40-я стрелковая дивизия, ОКДВА), в июле 1933 года — помощником командира 94-й стрелковой дивизии (Сибирский военный округ), дислоцированной в Красноярске, однако в феврале 1934 года вернулся на должность командира и комиссара 119-го стрелкового полка и одновременно назначен на должность коменданта Барабашского укреплённого района, а в мае 1935 года переведён на должность командира и комиссара 57-й стрелковой дивизии (Забайкальский военный округ).
С февраля 1937 года комбриг В. Ф. Сергацков находился в распоряжении Управления по начсоставу РККА и в декабре того же года назначен преподавателем кафедры общей тактики в Военной академии имени М. В. Фрунзе, 15 сентября 1939 года — командиром 63-го стрелкового корпуса (Приволжский военный округ).
В ноябре 1940 года направлен на учёбу на курсы усовершенствования высшего начальствующего состава при Военной академии Генерального штаба имени К. Е. Ворошилова, после окончания которых в мае 1941 года оставлен в академии и назначен старшим преподавателем.

### Великая Отечественная война
С началом войны находился на прежней должности.
В ноябре 1941 года генерал-майор В. Ф. Сергацков назначен на должность начальника управления тыла — заместителя командующего по тылу 28-й армии резерва Ставки Верховного Главнокомандования, а 25 января 1942 года — на должность заместителя командующего по тылу — начальника тыла 30-й армией (Калининский фронт), которая принимала участие в боевых действиях в ходе Ржевско-Вяземской наступательной операции.
28 апреля 1942 года назначен на должность командующего 46-й армией (Закавказский фронт), которая выполняла задачи по охране советско-турецкой границы от Чёрного моря до горы Уч-Тапаляр, а также черноморское побережье на участке Поти — Сухуми. В июне 46-й армии также была поручена задача по обороне с севера перевалов Главного Кавказского хребта от Мамисонского до Белореченского, в результате чего с 15 августа вела тяжёлые оборонительные боевые действия, в ходе которых часть перевалов была потеряна и для их освобождения генерал-майор В. Ф. Сергацков снял соединения армии с советско-турецкой границы и оголил её, за что 27 августа 1942 года был отстранён от занимаемой должности представителем Ставки Л. П. Берией.
В октябре 1942 года назначен на должность командира 351-й стрелковой дивизии, которая вела боевые действия на нальчикском направлении, а затем принимала участие в боевых действиях в ходе Северо-Кавказской наступательной операции и освобождении Алагира и Пятигорска.
В январе 1943 года назначен командиром 3-го стрелкового корпуса, ведшего наступательные боевые действия в районе Новороссийска по направлению на станицу Крымская. 25 апреля 1943 года переведён на должность командира 22-го стрелкового корпуса, который принимал участие в ходе Новороссийско-Таманской наступательной операции и освобождении Таманского полуострова в ходе Новороссийско-Таманской операции.
В октябре 1943 года В. Ф. Сергацков назначен командиром 11-го гвардейского стрелкового корпуса, который участвовал в ходе Керченско-Эльтигенской десантной операции, а также в боевых действиях по расширению Крымского плацдарма. В январе 1944 года освобождён от занимаемой должности по состоянию здоровья и назначен начальником кафедры общей тактики Военной академии имени М. В. Фрунзе.

### Послевоенная карьера
После окончания войны находился на прежней должности.
В ноябре 1945 года назначен заместителем начальника кафедры оперативно-тактической подготовки Военной академии имени М. В. Фрунзе.
В январе 1948 года направлен в Монгольскую народно-революционную армию, где служил главным военным советником главнокомандующего армией. После возвращения в СССР в октябре 1951 года назначен на должность начальника 1-го факультета Военной академии имени М. В. Фрунзе, в апреле 1952 года — на должность генерал-инспектора Инспекции стрелковых и воздушно-десантных войск.
В июле 1956 года генерал-лейтенант В. Ф. Сергацков направлен Албанию, где служил главным военным советником министра обороны Албании, а с января 1959 года — старшим представителем Главного командования Объединённых вооружённых сил стран — участниц Варшавского договора в Албанской народной армии.
В декабре 1960 года генерал-лейтенант Василий Фадеевич Сергацков вернулся в СССР, после чего находился в распоряжении Главного управления кадров и 25 февраля 1961 года вышел в запас. Умер 24 февраля 1975 года в Москве. Похоронен на Даниловском кладбище.

## Воинские звания
- Комбриг (28 ноября 1935 года)[4].;
- Комдив (4 ноября 1939 года);
- Генерал-майор (4 июня 1940 года)[5];
- Генерал-лейтенант (22 февраля 1944 года)[4].

## Награды
- Орден Ленина (21.02.1945);
- Три ордена Красного Знамени (1933, 03.11.1944, 06.11.1947);
- Орден Суворова 2 степени (25.10.1943);
- Орден Красной Звезды (16.08.1936);
- Медали.

Иностранные награды
- Орден Красного Знамени (МНР; 03.11.1951);
- Медаль «Дружба» (МНР).

Почётные звания
- Почётный гражданин г. Пятигорска.